# Kaleidoscope (Transatlantic)
Kaleidoscope è il quarto album in studio del supergruppo statunitense Transatlantic, pubblicato il 27 gennaio 2014 dalla Inside Out Music.

## Descrizione
Dopo aver svolto un tour europeo con il suo gruppo solista e con i The Flower Kings, verso la fine di marzo 2013 Neal Morse ha rivelato che i Transatlantic avrebbero cominciato le registrazioni per il seguito di The Whirlwind:
 Dopo alcuni mesi spesi alla composizione e alla realizzazione del nuovo materiale, il gruppo ha rivelato nel mese di ottobre il titolo dell'album, la copertina, la lista tracce e la data di pubblicazione.
Il 2 dicembre è stato pubblicato il videoclip per il brano Shine (il primo in assoluto nella carriera del gruppo), seguito a gennaio 2014 da quello per Black as the Sky.
L'11 settembre 2014 Kaleidoscope ha vinto i Progressive Music Awards nella categoria "Miglior album dell'anno".

## Tournée
In concomitanza con l'annuncio dell'album, i Transatlantic hanno rivelato la loro intenzione di promuovere Kaleidoscope attraverso un tour mondiale di sei settimane denominato An Evening with Transatlantic 2014 World Tour; al fianco del gruppo avrebbe dovuto partecipare nuovamente Daniel Gildenlöw dei Pain of Salvation in qualità di turnista, a causa di una malattia è stato rimpiazzato da Ted Leonard degli Enchant e degli Spock's Beard.
Le date tenute dal gruppo all'E-Werk di Colonia e al Poppodium 013 di Tilburg sono state registrate e successivamente immortalate nell'album dal vivo Kaliveoscope, pubblicato il 27 ottobre 2014.

## Tracce
Testi e musiche dei Transatlantic, eccetto dove indicato.
1. Into the Blue – 25:11
2. Shine – 7:26
3. Black As the Sky – 6:43
4. Beyond the Sun – 4:29 (Neal Morse)
5. Kaleidoscope – 31:53

CD bonus nell'edizione speciale
1. And You and I – 10:45 (Jon Anderson, Steve Howe, Chris Squire) – originariamente interpretata dai Yes
2. Can't Get It Out of My Head – 4:46 (Jeff Lynne) – originariamente interpretata dalla Electric Light Orchestra
3. Conquistador – 4:13 (Gary Brooker, Keith Reid) – originariamente interpretata dai Procol Harum
4. Goodbye Yellow Brick Road – 3:20 (Elton John, Bernie Taupin) – originariamente interpretata da Elton John
5. Tin Soldier – 3:22 (Steve Marriott, Ronnie Lane) – originariamente interpretata dagli Small Faces
6. Sylvia – 3:49 (Thijs van Leer) – originariamente interpretata dai Focus
7. Indiscipline – 4:45 (Adrian Belew, Bill Bruford, Robert Fripp, Tony Levin) – originariamente interpretata dai King Crimson
8. Nights in White Satin – 6:13 (Justin Hayward) – originariamente interpretata dai The Moody Blues

DVD bonus nell'edizione Mediabook
1. The Making of Kaleidoscope – 27:43
2. Shine (Video Clip) – 7:28
3. Prog Awards (Behind the Scenes) – 5:57

## Formazione
Gruppo
- Neal Morse – tastiera, chitarra acustica, voce
- Roine Stolt – chitarra elettrica, voce, percussioni, chitarra acustica a 12 corde, tastiera aggiuntiva
- Pete Trewavas – basso, voce
- Mike Portnoy – batteria, voce

Altri musicisti
- Chris Carmichael – violoncello
- Daniel Gildenlöw – voce aggiuntiva (traccia 1-IV)
- Rich Mouser – pedal steel guitar (traccia 4)

Produzione
- Transatlantic – produzione
- Rich Mouser – missaggio
- Jerry Guidroz – ingegneria del suono

## Classifiche
| Classifica (2014)         | Posizione massima |
| ------------------------- | ----------------- |
| Austria                   | 52                |
| Belgio (Fiandre)          | 83                |
| Belgio (Vallonia)         | 59                |
| Finlandia                 | 22                |
| Francia                   | 77                |
| Germania                  | 6                 |
| Paesi Bassi               | 6                 |
| Regno Unito               | 52                |
| Stati Uniti (heatseekers) | 3                 |
| Svezia                    | 55                |
| Svizzera                  | 13                |